# Колібрі-пухоніг
Колі́брі-пухоні́г (Haplophaedia) — рід серпокрильцеподібних птахів родини колібрієвих (Trochilidae). Представники цього роду мешкають в Центральній і Південній Америці.

## Види
Виділяють три види:
- Колібрі-пухоніг золотистоголовий (Haplophaedia aureliae)
- Колібрі-пухоніг рудоногий (Haplophaedia assimilis)
- Колібрі-пухоніг сіроволий (Haplophaedia lugens)

## Етимологія
Наукова назва роду Haplophaedia походить від сполучення слів дав.-гр. ἁπλοος — прозорий і φαιδρος — блискучий, яскравий.